# Rudtjärnsbergets naturreservat
Rudtjärnsbergets naturreservat är ett naturreservat i Umeå kommun i Västerbottens län.
Området är naturskyddat sedan 2024 och är 66 hektar stort. Reservatet ligger sydväst om Hörnefors och består av myrmarker med Rudtjärnen och tall- och granskog.